# Telebasel

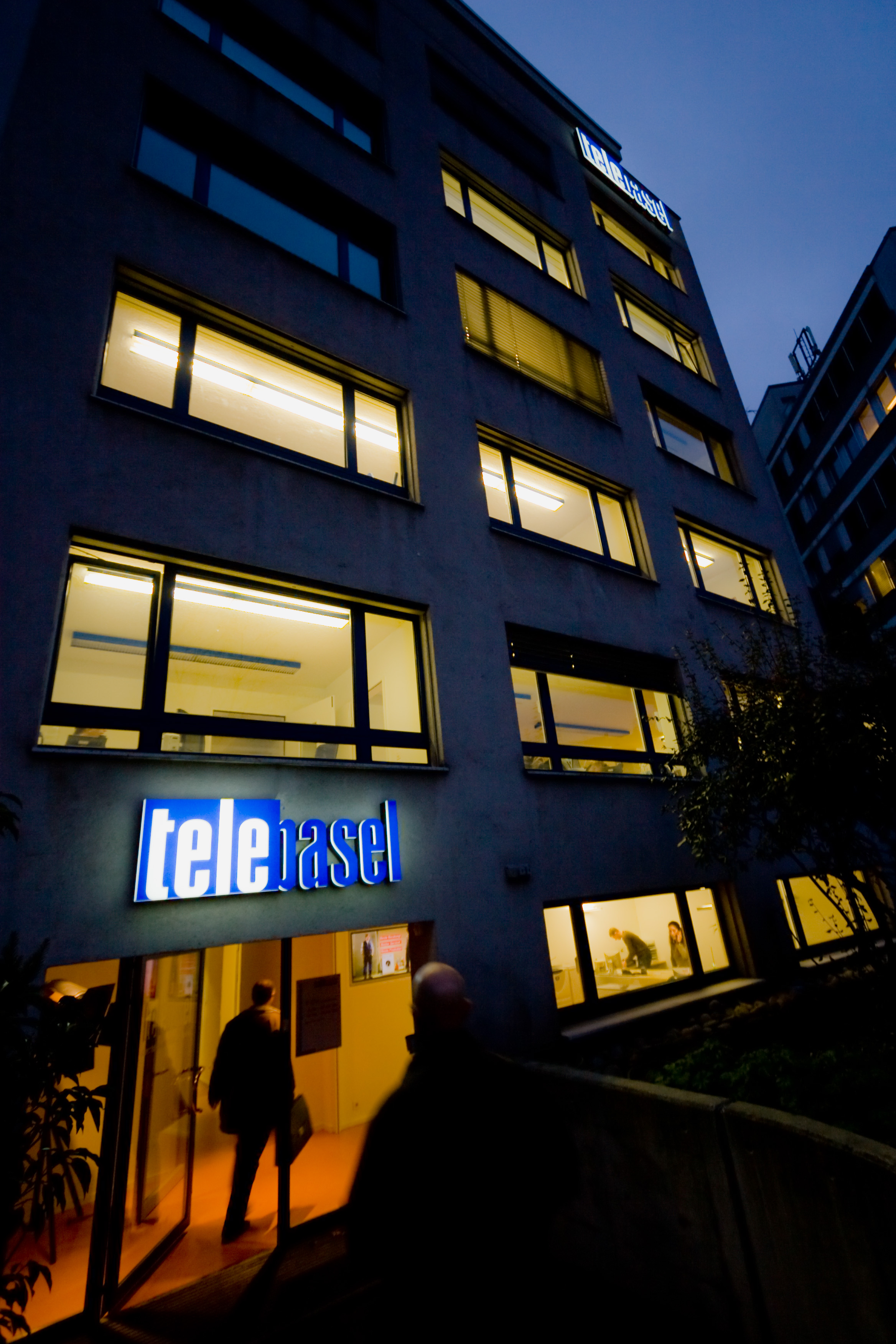
Telebasel-Gebäude an der Steinenschanze in Basel

Telebasel ist ein privates Medienunternehmen der Region Nordwestschweiz. Es wird von der Stiftung BaselMedia getragen und betreibt den TV-Sender Telebasel, das Newsportal Baseljetzt und mehrere Social Media Channels. Am 14. Juni 1993 strahlte Telebasel die erste Sendung aus. Telebasel sendet ein Vollprogramm mit Nachrichten, Unterhaltung und Information.

## Vorläufer
Im Jahr 1989 begann TeleRegio als lizenzierte Versuchskonzession einen Lokalfernsehversuch im Großraum Basel. Der Träger war der Verein Basler Regionalfernsehen.  Der Sender wurde TeleRegio genannt und sendete vom 9. bis zum 13. März ab 19:00 Uhr ein halbstündiges regionales Nachrichtenmagazin. Das Programm wurde gemeinsam von privaten Partnern und dem Schweizer Fernsehen SRG gestaltet.

## Geschichte
Als letzte Grossstadt der Schweiz verfügte Basel Mitte der 1980er Jahre noch über kein Kabelnetz zur Verbreitung von TV-Signalen. 1987 vergaben die Behörden einem Konsortium den Auftrag zur Verkabelung. Gleichzeitig erhielt eine Stiftung die Verantwortung für die zu verbreitenden Programme und Inhalte. Der damalige Sekretär des Wirtschafts- und Sozialdepartements, Hans Martin Tschudi, brachte erfolgreich die Idee auf, mit einem Teil der Kabelnetzeinnahmen einen Regionalsender zu alimentieren. 1991 wurde ein Versuchserlaubnis für ein Stadtkanal erteilt, es ging im Juni 1993 mit dem Nachrichtenmagazin «7vor7» auf Sendung. 
1997 erfolgte die Namensänderung in Telebasel. 2007 verlegte Telebasel den Sendebetrieb von der Austrasse an die Steinenschanze in Basel. Als erster Sender der Schweiz stellte Telebasel im Jahr 2007 das Programm vom 4:3-Seitenverhältnis auf das 16:9-Format um.
2008 erteilte das Bundesamt für Kommunikation Telebasel eine Sendekonzession mit Vergabe in Höhe von 2,5 Millionen Franken pro Jahr. 
2013 wurde die «Stiftung Kabelnetz» in «Stiftung Telebasel» umbenannt, gefolgt von einer Totalrevision der Stiftungsstatuten, einer Verkleinerung des Stiftungsrats, der Umsetzung einer umfassenden regionalen Abstützung und der Neuordnung der Geschäftsführung. 
Im Februar 2015 erweiterte Telebasel das Sendegebiet über die Grenze nach Deutschland.
Ende Januar 2016 änderte Telebasel sein Corporate Design und startete viele neue Sendungen im neuen Design. Beispielsweise wurde die Nachrichtensendung «7vor7» durch «Telebasel News» ersetzt. Das bisherige Talk-Format «061Live» heisst neu «Telebasel Talk». Weitere Formate wie das Kino-Format «Reihe 8» und «Kitchen Stars» wurden eingeführt.
2023 lancierte Telebasel die News-Plattform Baseljetzt und ging mit einem rundum erneuerten TV-Programm auf Sendung. Im Fokus steht die neue Nachrichtensendung «punkt6» und die Verlängerung mit «punkt6 thema». In diesem Gefäss wird das Thema des Tages vertieft behandelt. Die weiteren Schwerpunkte des Programms sind das Kulturmagazin «360° Kultur», das Wirtschaftsmagazin «Geld & Co»., das Kochmagazin «Kuchigschichte» sowie das Tiermagazin «Pfote, Tatze, Schnabel». Die etablierten Formate «FCB total» und «Sonntagstalk» erscheinen inhaltlich und visuell ebenfalls in einem neuen Look und sind weiterhin ein Bestandteil im Programm von Telebasel. Des Weiteren wurde das Logo überarbeitet.

## Organisation
Telebasel wird von der Stiftung BaselMedia getragen und betreibt den TV-Sender Telebasel, das Newsportal Baseljetzt und mehrere Social Media Channels. Die Medienmarken Telebasel, Baseljetzt und ihre Kanäle bringen Geschichten aus der Region, zeigen Menschen und Bilder. Die Stiftung BaselMedia ist Inhaberin der Konzession für ein Regionalfernsehen und hat gegenüber den Behörden die Verantwortung für den Betrieb und das Programm des Medienunternehmens und die von ihr angebotenen Dienste inne. Seit 2024 ist Nadine Zollinger Stiftungsratspräsidentin. Für die Stiftung sind ca. 100 Mitarbeitende (60 Vollzeitstellen) tätig.

## Finanzierung
Die Finanzierung erfolgt zu rund 60 % durch Werbung, Sponsoring und TV-Produktionsleistungen. 40 % der Finanzierung erfolgen durch Service-Public Gelder der BAKOM-Konzession und die Kabelnetze Basel, Allschwil und Schönenbuch.

## Sendegebiet/Empfang
Telebasel ist in der gesamten Deutschschweiz über Kabel zu empfangen. Seit Februar 2015 empfangen 26 südbadische Gemeinden mit insgesamt 62'000 Haushalten Telebasel über Kabel.

## Zuschauer
Im Jahr 2023 haben im Schnitt 82'000 Zuschauerinnen und Zuschauer täglich Telebasel geschaut. Das ist eine Zunahme von 18 % gegenüber 2022.

## Live-Sendungen
Telebasel überträgt täglich News- und Talksendungen live. Seit 1994 strahlt Telebasel jedes Jahr live die Basler Fasnacht aus. Angefangen mit der Fasnacht in Laufen und Liestal und dem Chienbäse werden der Morgestraich, der Cortège, die Schnitzelbängg, die Kinderfasnacht und das Guggenkonzert live übertragen. Der Vogel Gryff, kantonale Wahlen, wichtige Medienkonferenzen, die Meisterfeiern des FC Basel, der Basler Stadtlauf und weitere Sportveranstaltungen werden von Telebasel live übertragen.